# Шульман, Хаим Моисеевич
ШУЛЬМАН Хаим Моисеевич (6.12.1929, г. Троицк Челябинской области — 7.01.1998, Казань), зав. кафедрой нейрохирургии (1982—1987), профессор кафедры неврологии, нейрохирургии и медицинской генетики (1987—1998).
Родился в рабочей семье. Вся сознательная жизнь его прошла, в основном, в Казани, куда семья переехала в 1932 г. Школьные годы совпали с Великой Отечественной войной. Хаим Моисеевич учился в ремесленном училище, затем в вечерней школе. Летом 1947 г. за компанию с приятелями Хаим Моисеевич подал документы в КГМИ, успешно сдал экзамены и стал студентом лечебно-профилактического факультета. Отличную учёбу приходилось сочетать с работой. Необходимость зарабатывать на жизнь и учёбу привела его в нейрохирургическую клинику Научно-исследовательского института восстановительной хирургии. Научный руководитель клиники — профессор Василий Афанасьевич Гусынин, ведущий казанский нейрохирург, видимо, рассмотрел в медицинском брате Шульмане своего будущего преемника. После окончания медицинского института с отличием в 1954 г. по рекомендации и протекции профессора В. А. Гусынина Хаим Моисеевич был принят в клиническую ординатуру в Ленинградский НИИ нейрохирургии им. А. А. Поленова. На протяжении трех лет он учился у основоположника отечественной нейрохирургии проф. И. С. Бабчина, ведущих нейрохирургов страны В. М. Угрюмова, К. А. Григоровича, А. В. Бондарчука, А. Г. Земской. Его учителями в ординатуре были академик Л. О. Орбели, будущий академик Н. П. Бехтерева, профессора-невропатологи И. Я. Раздольский и А. В. Триумфов, нейроофтальмолог Е. Ж. Трон и другие. Фундаментально образованным нейрохирургом, хорошо ориентированным в вопросах хирургической невропатологии и нейрорентгенологии Хаим Моисеевич возвратился в родную Казань.
Блестящее нейрохирургическое образование в атмосфере первого в мире Ленинградского нейрохирургического института и титаническая работа очень быстро обеспечили Хаиму Моисеевичу лидирующую роль в нейрохирургии Казани, Татарстана и соседних республик. Эту роль он играл более 40 лет, определяя состояние нейрохирургической службы в регионе.
С 1957 по 1966 г.г. Хаим Моисеевич занимал должность младшего научного сотрудника нейрохирургического отделения Научно-исследовательского института травматологии и ортопедии. В это время одним из первых в нашей стране он стал разрабатывать вопросы клиники, диагностики и хирургического лечения компрессионных форм остеохондроза позвоночника. В 1965 г. Хаим Моисеевич защитил кандидатскую диссертацию «Клиника и хирургическое лечение остеохондроза поясничного отдела позвоночника, осложненного задними грыжами дисков» (научные руководители проф. Л. И. Шулутко и проф. В. М. Угрюмов).
В мае 1966 г. Хаим Моисеевич организовал и возглавил нейрохирургическое отделение в открывшейся клинической больнице № 15. В это же время он стал работать по совместительству ассистентом кафедры нервных болезней КГМИ. В 1968 г. он был избран доцентом вновь организованной кафедры травматологии, ортопедии и военно-полевой хирургии и перешёл в штат КГМИ. До 1976 г. Хаим Моисеевич преподавал военно-полевую нейрохирургию. В 1976 г. в СССР было введено преподавание нейрохирургии студентам лечебно-профилактического и педиатрического факультетов. Хаим Моисеевич возглавил курс нейрохирургии и преподавал эту специальность до последних дней своей жизни. С признаками инфаркта миокарда, который стал причиной смерти, Хаим Моисеевич приходил в студенческую аудиторию нейрохирургической клиники и проводил занятия.
В 1979 г. Хаим Моисеевич защитил докторскую диссертацию «Компрессионные формы и нейрохирургическое лечение остеохондроза поясничного отдела позвоночника». Научным консультантов докторской диссертации был директор Ленинградского нейрохирургического института им. А. А. Поленова проф. В. М. Угрюмов. В докторской диссертации изложены принципы приоритетного в мировом масштабе направления — функциональной нейрохирургии остеохондроза позвоночника и изложен оригинальный метод протезирования цен-тральных отделов межпозвонковых дисков быстроотвердевающим полимером — полиуретаном СКУ-ПФЛ. По материалам докторской диссертации в издательстве КУ в 1980 г. вышла монография «Хирургическое лечение компрессионных форм остеохондроза пояс-ничного отдела позвоночника с протезированием межпозвонковых дисков». Исследования Хаима Моисеевича и эта книга, думается, обессмертили имя автора, ибо XXI век — век функциональной хирургии позвоночника — и несомненно в мировую литературу войдет термин «операция Шульмана».
Учитывая авторитет Хаима Моисеевича как нейрохирурга, педагога и ученого, по инициативе ректора КГМИ проф. Х. С. Хамитова, в 1982 г. в КГМИ была организована кафедра нейрохирургии. Кафедру возглавил Хаим Моисеевич, который вскоре получил звание профессора. На кафедре работали ассистенты В. И. Данилов, А. А. Калашников и Р. И. Ягудин, которые вместе с Хаимом Моисеевичем, преподавали нейрохирургию студентам лечебно-профилактического и педиатрического факультетов, а также субординаторам лечебно-профилактического факультета и детским хирургам. На кафедре работал студенческий научный кружок, и многие его члены стали нейрохирургами.
В годы наступившей перестройки кафедра нейрохирургии была объединена с кафедрой нервных болезней. С этого момента (1987 г.) Хаим Моисеевич работал профессором кафедры неврологии, нейрохирургии и медицинской генетики.
В 1982 г. под руководством Хаима Моисеевича было открыто первое в Казани отделение плановой нейрохирургии — нейрохирургическое от-деление Республиканской клинической больницы. До последних дней жизни профессор Хаим Моисеевич Шульман был куратором этого отделения, продолжая профессорские обходы и консультации в нейрохирургическом отделении клинической больницы № 15 (БСМП). На базе нейрохирургического отделения РКБ ряд лет работал Казанский межобластной нейрохирургический центр, руководителем которого он был.
Много лет Хаим Моисеевич работал главным нейрохирургом МЗ РТ.
Проф. Хаим Моисеевич Шульман был врачом-легендой: профессиональным, доступным, высококвалифицированным уникальным хирургом, компетентным во всех разделах нейрохирургии и в вопросах смежных специальностей. За 40 лет беззаветного служения больным он воспитал большой отряд профессиональных специалистов — нейрохирургов. Практически все нейрохирурги Казани в своем профессиональном становлении испытали его влияние. В 1979 г. Хаиму Моисеевичу присвоено почетное звание «Заслуженный врач Республики Татарстан».
Хаим Моисеевич был неординарным наставником студентов. Лекции и занятия у постели больного, показательные операции, которые проводил интеллигентный и требовательный профессор, всегда будут помнить воспитанники Казанской медицинской школы.
Особо хотелось бы отметить его научную честность. Достаточный материал, системный подход, тщательные измерения, недопустимость фантазий — слагаемые исследовательской работы Хаима Моисеевича. Он опубликовал более 130 научных работ, посвященных различным проблемам нейрохирургии. Под его руководством защищены 1 докторская и 4 кандидатские диссертации.
Хаим Моисеевич являлся членом редколлегии журнала «Неврологический вестник» и членом редакционного совета «Казанского медицинского журнала». Многие годы состоял членом правления ассоциации нейрохирургов СССР и России.